# Pétronille de Chemillé
La venerabile 
Pétronille de Chémillé (... – abbazia di Fontevrault, 24 aprile 1149) è stata una badessa e religiosa francese.

## Biografia

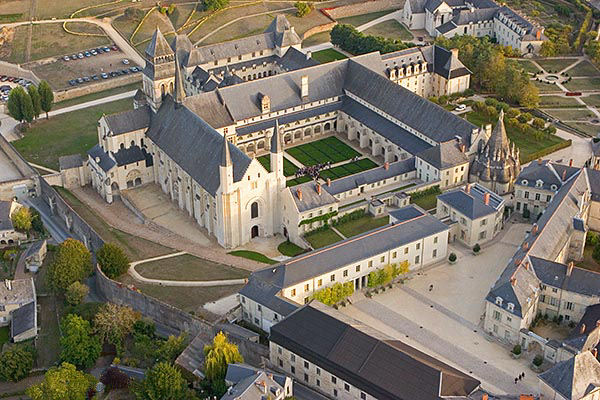
Abbazia di Fontevrault

Appartenente alla famiglia de Craon era nipote di Goffredo di Vendôme fondatore dell'abbazia della Trinità a Vendôme, maestro di Roberto d'Arbrissel, fondatore dell'abbazia di Fontevrault.
Divenuta vedova decise di seguire il percorso iniziato dallo stesso Roberto d'Arbrissel. Dopo che Filippa di Tolosa convinse il marito Guglielmo IX, duca d'Aquitania, a concedere a Roberto d'Arbrissel delle terre per la fondazione di una nuova abbazia, Petronilla ebbe il compito di coordinarne direttamente la costruzione e la prima organizzazione.
Le fu quindi affidato il compito di governare il doppio monastero (maschile e femminile) di Fontevrault e ne fu badessa dal 1115, anno della morte di Roberto d'Abrissel, alla sua morte, avvenuta nel mese di aprile del 1149.